# Torpille DTCN L5
La torpille DTCN L5 ou L5 est une torpille lourde polyvalente fabriquée par la direction technique des constructions navales (DTCN) dans les années 1970 pour la marine française. Elle a été remplacée par la torpille DTCN F17.

## Caractéristiques
La torpille L5 existe en plusieurs versions : la L5 Mod 1 est destinée à être tirée par les bâtiments de surface contre d’autres navires ou contre des submersibles ; la Mod 3 a le même usage, mais est tirée depuis les sous-marins ; enfin la Mod 4 est dérivée de la Mod 1 mais est spécialisée dans l’attaque des sous-marins.
Tous les modèles mesurent 4,40 m de long pour 533 mm de diamètre, mais leur masse varie entre 920 kg et une tonne. Dans tous les cas, l’ogive comporte 150 kg d’explosif brisant. La propulsion est assurée par un moteur électrique qui permet à la torpille d’atteindre une vitesse de 35 nœuds (65 km/h) avec une portée maximale de 9,25 km. La torpille est guidée par un sonar à mode actif et passif Thomson-CSF.

### Données techniques
| Modèle                    | L5 Mod 1                       | L5 Mod 3                       | L5 Mod 4                       | L5 Mod 4P                      |
| ------------------------- | ------------------------------ | ------------------------------ | ------------------------------ | ------------------------------ |
| Longueur (m)              | 4,40                           | 4,40                           | 4,40                           | 4,40                           |
| Diamètre (mm)             | 533                            | 533                            | 533                            | 533                            |
| Masse (kg)                | 1000                           | 1300                           | 920                            | 930                            |
| Masse de l’ogive (kg)     | 150                            | 150                            | 150                            | 150                            |
| Type d’explosif           | explosif brisant               | explosif brisant               | explosif brisant               | explosif brisant               |
| Motorisation              | moteur électrique              | moteur électrique              | moteur électrique              | moteur électrique              |
| Carburant                 |                                |                                |                                |                                |
| Vitesse                   | 35 nœuds (65 km/h)             | 35 nœuds (65 km/h)             | 35 nœuds (65 km/h)             | 35 nœuds (65 km/h)             |
| Portée (km)               | 9,250                          | 9,250                          | 9,250                          | 9,250                          |
| Profondeur de plongée (m) |                                |                                |                                |                                |
| Guidage                   | Sonar actif/passif Thomson-CSF | Sonar actif/passif Thomson-CSF | Sonar actif/passif Thomson-CSF | Sonar actif/passif Thomson-CSF |